# Teijiro Tanikawa
Teijiro Tanikawa (Japón, 20 de diciembre de 1932) es un nadador japonés retirado especializado en pruebas de estilo libre, donde consiguió ser subcampeón olímpico en 1952 en los 4x200 metros.

## Carrera deportiva
En los Juegos Olímpicos de Helsinki 1952 ganó la medalla de plata en los relevos de 4x200 metros estilo libre, con un tiempo 8:33.5 segundos, tras Estados Unidos (oro) y por delante de Francia (bronce); sus compañeros de equipo fueron los nadadores: Hiroshi Suzuki, Yoshihiro Hamaguchi y Toru Goto.